# Clistobothrium
A Clistobothrium a galandférgek (Cestoda) osztályának a Tetraphyllidea rendjébe, ezen belül a Phyllobothriidae családjába tartozó nem.

## Tudnivalók
A Clistobothrium-fajok tengeri galandférgek, melyek a heringcápafélék (Lamnidae) emésztőrendszerében élősködnek.

## Rendszerezésük
A nembe az alábbi 2 faj tartozik:
- Clistobothrium carcharodoni Dailey & Vogelbein, 1990 - típusfaj
- Clistobothrium montaukensis Ruhnke, 1993